# Markus J. Mall
Markus Johannes Mall (* 13. April 1964 in Karlsruhe) ist ein deutscher Theologe, Pfarrer, Autor und Vorsitzender des Vereins für Kirchengeschichte in der Evangelischen Landeskirche in Baden.

## Leben und Wirken
Aufgewachsen ist Mall in Pfinztal-Söllingen. Das Studium der evangelischen Theologie absolvierte er an den Universitäten in Heidelberg, Wien und Erlangen.
Nach dem Lehrvikariat in Tauberbischofsheim war er von 1994 bis 1995 Pfarrvikar in Kieselbronn und von 1995 bis 1996 Pfarrvikar in Achern. Seit 1996 ist er evangelischer Pfarrer in Kieselbronn, seit 2018 in einer überparochialen Dienstgruppe auch Pfarrer von Dürrn.
Mall ist verheiratet und Vater von zwei erwachsenen Kindern.

## Aufgabenbereiche innerhalb der Landeskirche
- Bezirksjugendpfarrer im Kirchenbezirk Pforzheim-Land, heute Badischer Enzkreis; seit 1998.
- Dekanstellvertreter im Kirchenbezirk Pforzheim-Land, heute Badischer Enzkreis; seit 2008.
- Lehrpfarrer der evangelischen Landeskirche in Baden; seit 2010
- Mitglied im theologischen Prüfungsamt der evangelischen Landeskirche in Baden im Fach Historische Theologie; seit 2018.
- Mitglied im Vorstand des Vereins für Kirchengeschichte in der evangelischen Landeskirche in Baden; Vorstandsmitglied seit 2004 erster Vorsitzender des Vereins seit 2019.

## Veröffentlichungen (Auswahl)
- Kinder, Kinder! 150 Jahre Kindergarten in Kieselbronn. Verlag Windrose. Kieselbronn 1999. ISBN 978-3980648004
- Otto Frommel (1871–1951). Pfarrer und Professor, Poet und politisch engagiert. „…den Klang der Ewigkeit vernehmbar machen“. In: Lebensbilder als der evangelischen Kirche in Baden, Bd. 5: Kultur und Bildung, hg. von Gerhard Schwinge. Verlag Regionalkultur, Ubstadt-Weiher 2007, S. 144–173. ISBN 978-3897355026
- Ein ungewolltes Geburtstagsfest. Der evangelische Kirchenbezirk Pforzheim-Land wird 100 Jahre alt. In: Der Enzkreis. Historisches und Aktuelles, Bd. 13, hg. vom Landratsamt Enzkreis, Kreisarchiv. Verlag Regionalkultur, Ubstadt-Weiher 2009, S. 155–168. ISBN 978-3897356030
- Badischer Pietismus und Separatismus des frühen 19. Jahrhunderts im Raum Pforzheim. In: Der Enzkreis. Historisches und Aktuelles, Bd. 14, hg. vom Landratsamt Enzkreis, Kreisarchiv. Jan Thorbecke Verlag, Ostfildern 2012, S. 129–148. ISBN 978-3799507875
- „… heilig wird mir der Boden Eurer Stadt bleiben“. Wilhelm Ludwig Frommel (1795–1869). Pforzheimer Dekan in der ersten Hälfte des 19. Jahrhunderts. In: Neue Beiträge zur Pforzheimer Stadtgeschichte, Bd. 4, hg. von Christian Groh. Verlag Regionalkultur, Ubstadt-Weiher 2014, S. 35–66. ISBN 978-3897358195
- Was nun beginnt, nennt man das Leben. Kieselbronner Konfirmandenbilder aus 100 Jahren. Mit einer Einführung zur Geschichte der Konfirmation in Baden. Selbstverlag. Kieselbronn 2015.
- Wilhelm Riehm: Ortsgeschichte der Gemeinde Kieselbronn (Karlsruhe 1900). Erweitert durch handschriftliche Anmerkungen und Ergänzungen des Verfassers. Ergänzt und neu herausgegeben von Markus Mall. Selbstverlag. Kieselbronn 2015; Neu erschienen bei: J.S. Klotz Verlagshaus. Bauschlott 2021. ISBN 978-3-948968-47-2
- Johann Christoph Frommel (1724–1784). Begründer einer badischen Pfarrer-, Künstler- und Gelehrtendynastie. In: Jahrbuch für badische Kirchen- und Religionsgeschichte, Band 8–9, hg. von Udo Wennemuth, Verlag Kohlhammer. Stuttgart 2015. S. 383–406. ISBN 978-3170298088
- Der Streit um die Säuglingstaufe in den Jahren 1968–1972. Der Kieselbronner Fall Weygand als Herausforderung für kirchliche Lehre und kirchliches Dienstrecht. In: Jahrbuch für badische Kirchen- und Religionsgeschichte, Band 14, hg. von Udo Wennemuth. Verlag Kohlhammer. Stuttgart 2020. S. 179–198. ISBN 978-3170399860
- zusammen mit Jeff Klotz: Die evangelische Stephanuskirche in Kieselbronn. J.S. Klotz Verlagshaus. Bauschlott 2020. ISBN 978-3948424701
- Karl Wilhelm Doll (1827–1905); Weil ich ein Diener Christi bin, so bin ich auch ein Diener seiner Kirche. In: Lebensbilder als der evangelischen Kirche in Baden, Bd. 1: Kirchenleitung, hg. von Udo Wennemuth; Verlag Regionalkultur, Ubstadt-Weiher 2023, S. 170–203. ISBN 978-3-89735-514-9